# Японска фалопия
Японската фалопия (на латински Polygonum cuspidatum) е вид тревисто многогодишно растение, от семейство Лападови (Polygonaceae). В китайската медицина, тя е известна като „huzhang“ (на китайски: 虎杖 – „тигрова тояга“), а в Япония я наричат „itadori“.

## Разпространение
Видът се е зародил в Източна Азия (Япония, Китай и Корея), но също така успешно се е установил в Северна Америка и Европа.